# Liga Nogometnog saveza područja Nova Gradiška 1974./75.
Liga Nogometnog saveza područja Nova Gradiška također i kao Područna liga Nova Gradiška; Područna liga NSP Nova Gradiška je bila liga petog stupnja nogometnog prvenstva Jugoslavije u sezoni 1974./75. 
 
Sudjelovalo je 12 klubova, a prvak je bio klub "Mladost" iz Cernika. 

## Ljestvica
| mj. | klub                  | ut. | pob. | ner. | por. | gol+ | gol- | bod |
| --- | --------------------- | --- | ---- | ---- | ---- | ---- | ---- | --- |
| 1.  | Mladost Cernik        | 22  | 19   | 0    | 3    | 94   | 29   | 38  |
| 2.  | Slavonac Nova Kapela  | 22  | 14   | 5    | 3    | 69   | 40   | 33  |
| 3.  | Sava Stara Gradiška   | 21  | 12   | 4    | 5    | 53   | 27   | 28  |
| 4.  | Strmac Nova Gradiška  | 22  | 10   | 5    | 7    | 55   | 55   | 25  |
| 5.  | Psunj Okučani         | 22  | 11   | 2    | 9    | 60   | 50   | 24  |
| 6.  | Budućnost Rešetari    | 22  | 9    | 5    | 8    | 52   | 61   | 23  |
| 7.  | Posavac Davor         | 22  | 9    | 2    | 11   | 48   | 48   | 20  |
| 8.  | Metalac Nova Gradiška | 22  | 7    | 4    | 11   | 47   | 54   | 18  |
| 9.  | Dinamo Godinjak       | 22  | 8    | 2    | 12   | 44   | 59   | 18  |
| 10. | Partizan Batrina      | 22  | 5    | 5    | 12   | 47   | 68   | 15  |
| 11. | Soko Orubica          | 22  | 4    | 4    | 14   | 30   | 66   | 12  |
| 12. | Graničar Laze         | 21  | 2    | 4    | 15   | 43   | 80   | 8   |

- ljestvica bez rezultata jedne utakmice

## Rezultatska križaljka
| kratica | klub                  | BUD | DIN | GRA | MET | MLA | PAR | POS | PSU | SAVA | SLA | SOKO | STR |
| --- | --------------------- | --- | --- | --- | --- | --- | --- | --- | --- | ---- | --- | ---- | --- |
| BUD | Budućnost Rešetari    |     |     |     |     |     |     |     |     |      |     |      |     |
| DIN | Dinamo Godinjak       |     |     |     |     |     |     |     |     |      |     |      |     |
| GRA | Graničar Laze         |     |     |     |     |     |     |     |     |      |     |      |     |
| MET | Metalac Nova Gradiška |     |     |     |     |     |     |     |     |      |     |      |     |
| MLA | Mladost Cernik        |     |     |     |     |     |     |     |     |      |     |      |     |
| PAR | Partizan Batrina      |     |     |     |     |     |     |     |     |      |     |      |     |
| POS | Posavac Davor         |     |     |     |     |     |     |     |     |      |     |      |     |
| PSU | Psunj Okučani         |     |     |     |     |     |     |     |     |      |     |      |     |
| SAVA | Sava Stara Gradiška   |     |     |     |     |     |     |     |     |      |     |      |     |
| SLA | Slavonac Nova Kapela  |     |     |     |     |     |     |     |     |      |     |      |     |
| SOKO | Soko Orubica          |     |     |     |     |     |     |     |     |      |     |      |     |
| STR | Strmac Nova Gradiška  |     |     |     |     |     |     |     |     |      |     |      |     |
| |                       |     |     |     |     |     |     |     |     |      |     |      |     |
| podebljan rezultat - utakmice od 1. do 11. kola (1. utakmica između klubova) rezultat normalne debljine - utakmice od 12. do 22. kola (2. utakmica između klubova) rezultat nakošen - nije vidljiv redoslijed odigravanja međusobnih utakmica iz dostupnih izvora rezultat smanjen * - iz dostupnih izvora nije uočljiv domaćin susreta prekrižen rezultat - poništena ili brisana utakmica p - utakmica prekinuta 3:0 p.f. / 0:3 p.f. - rezultat 3:0 bez borbe |                       |     |     |     |     |     |     |     |     |      |     |      |     |

 Izvori:

## Unutarnje poveznice
- Slavonska zona - Posavska skupina 1974./75.
- Liga NSP Slavonska Požega 1974./75.
- Liga NSP Slavonski Brod 1974./75.
- Područna liga NSP Vinkovci 1974./75.